# 웜자

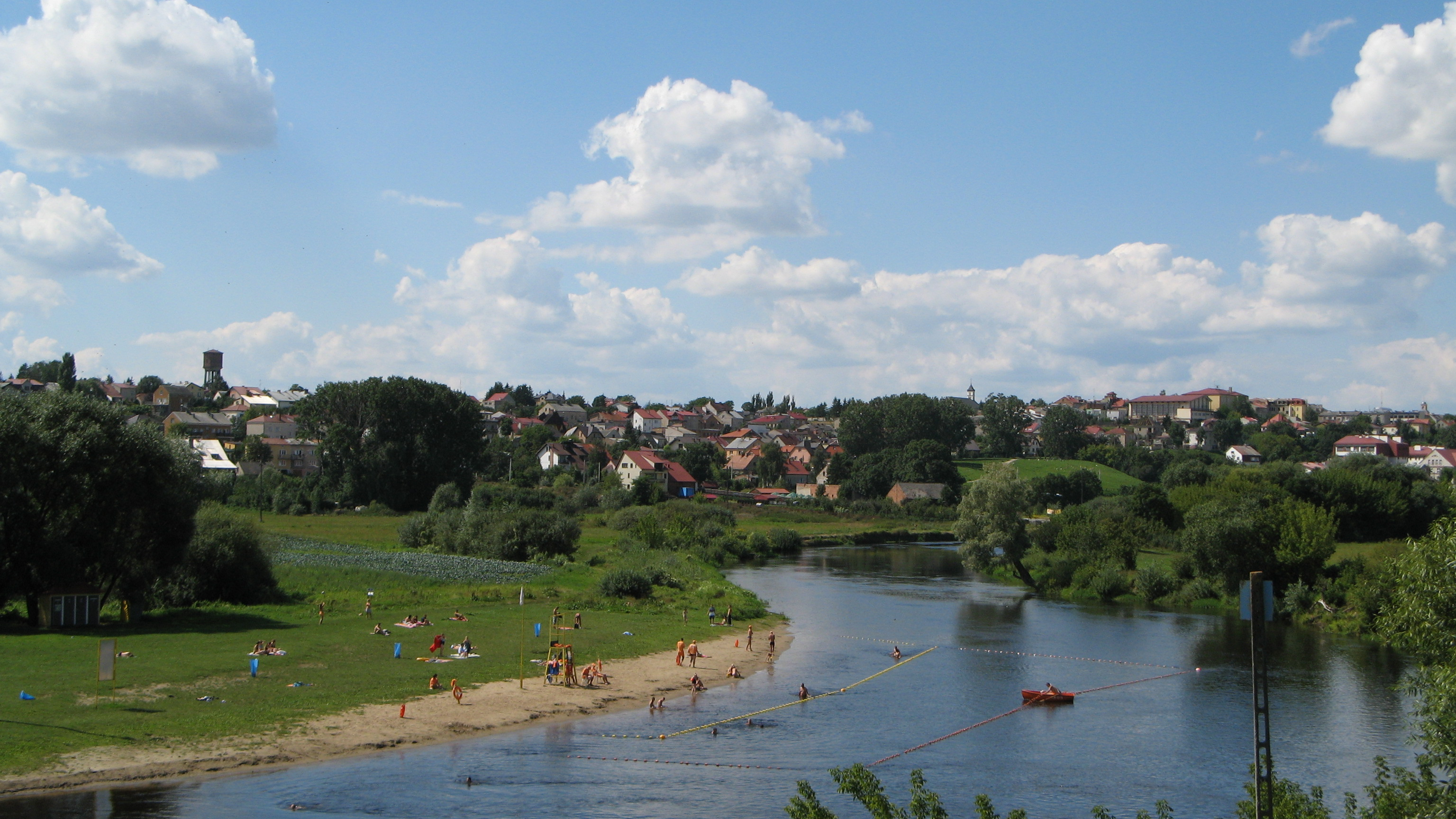
웜자 시가지

웜자(폴란드어: Łomża)는 폴란드 북동부 포들라스키에주에 위치한 도시로, 면적은 32.67km2, 인구는 63,036명(2007년 기준), 인구 밀도는 1,900명/km2, 높이는 95m이다. 바르샤바에서 약 150km, 비아위스토크에서 약 81km 정도 떨어진 곳에 위치한다. 1975년부터 1998년까지는 웜자 주의 주도였지만 현재는 포들라스키에 주 웜자 군에 속한다.

시기
시 문장

## 자매 도시
- 폴란드 체호비체지에지체
- 리투아니아 카우나스
- 미국 머스커틴
- 에스토니아 탈린
- 우크라이나 [[]]
- 리투아니아 샬치닝카이